# Rudolph-Gletscher (Grahamland)
Der Rudolph-Gletscher ist ein Gletscher an der Danco-Küste des Grahamlands im Norden der Antarktischen Halbinsel. Er fließt südlich des Moser-Gletschers in die Andvord Bay.
Teilnehmer der Belgica-Expedition (1897–1899) unter der Leitung des belgischen Polarforschers Adrien de Gerlache de Gomery kartierten ihn. Das UK Antarctic Place-Names Committee benannte den Gletscher 1960 nach dem deutschen Physiker Paul Rudolph (1858–1935), der 1889 den ersten Anastigmat für Zeiss entwickelt hatte.